# Fons de Pensions del Govern de Noruega
El Fons de Pensions del Govern de Noruega (en noruec: Statens pensjonsfond) està compost per dos fons sobirans d'inversió totalment independents, propietat del Govern de Noruega:
- El Fons Governamental de Pensions - Global, també conegut com a Fons del Petroli (Oljefondet)
- El Fons Governamental de Pensions - Noruega

En tots dos fons es diposita l'excedent de riquesa produïda pels ingressos derivats de l'extracció de petroli, que són principalment imposats a les empreses, encara que també del pagament de llicència per a exploració, i dividends de la petroliera de capital mixt Statoil.

## Fons Governamental de Pensions - Global
Es va crear en 1990 per a invertir els ingressos excedents del sector petrolier noruec. Compta amb més d'1,35 bilions de dòlars en actius, i posseeix l'1,4% de totes les empreses cotitzades del món, la qual cosa el converteix en el fons sobirà més gran del món. El desembre de 2021, tenia un valor d'uns 220.000 euros per ciutadà noruec. També posseeix carteres d'inversions immobiliàries i de renda fixa. Moltes empreses són excloses pel fons per motius ètics.

## Fons Governamental de Pensions - Noruega
Aquest fons sobirà és més petit i es va establir en 1967 com una mena de fons de segur nacional. Es gestiona per separat del Fons del Petroli i es limita a les inversions nacionals i escandinaves, per la qual cosa és un posseïdor clau d'accions en moltes grans empreses noruegues, predominantment a través de la Borsa d'Oslo.